# Nemesis (ráknem)
A Nemesis az állkapcsilábas rákok (Maxillopoda) osztályának a Siphonostomatoida rendjébe, ezen belül az Eudactylinidae családjába tartozó nem.

## Tudnivalók
A Nemesis-fajok tengeri élőlények. Közülük a legtöbben élősködő életmódot folytatnak.

## Rendszerezés
A nembe az alábbi 13 faj tartozik:
- Nemesis aggregatus Cressey, 1967
- Nemesis atlantica Wilson C.B., 1922
- Nemesis carchariaeglauci (Hesse, 1883)
- Nemesis lamna Risso, 1826 - típusfaj
- Nemesis macrocephalus Shiino, 1957
- Nemesis pallida Wilson C.B., 1932
- Nemesis pilosus Pearse, 1951
- Nemesis robusta (Van Beneden, 1851)
- Nemesis sphyrnae Rangnekar, 1984
- Nemesis spinulosus Cressey, 1970
- Nemesis tiburo Pearse, 1952
- Nemesis vermi Scott A., 1929
- Nemesis versicolor Wilson C.B., 1913